# Tillsammans genom gränden
Tillsammans genom gränden, text och musik av Keith Almgren, musik/arrangemang av Lars-Åke Svantesson, är en låt skriven för och utgiven av dansbandet Black Jack. Låten skrevs och spelades in för Colin Nutleys film Black Jack 1990 men bidraget kom inte med i filmen.
Låten finns med på Black Jacks album "Den stora kärleken" 1991. 
Låten är också utgiven av Matz Bladhs på albumet "Leende dansmusik 97", med Lill-Arnes på albumet "Vita duvor" 2003 och med Janne Martins på singel 2003 och på albumet "Vinden viskar vackra ord" 2008. 
En cover på låten i dansk version "Vi går sammen gennem livet" med dansk text av Jörgen de Mylius gavs ut med Richard Ragnwald 1994.
Janne Martins utgav 2003 låten som B-sida till singeln Vinden viskar vackra ord .